# Roy Horan
Pour les articles homonymes, voir Horan.
Roy Horan III, né le 1er janvier 1950 à Laurel et mort le 12 octobre 2021 à Los Angeles, est un acteur américain jouant principalement les personnages occidentaux dans le cinéma hongkongais comme avec le rôle du prêtre russe dans Le Chinois se déchaîne (1978) et celui de Lewis dans Le Jeu de la mort 2 (1981).
Acteur dont la carrière s'étend de 1976 à 1991, c'est le père de l'actrice Celina Jade.

## Biographie
Horan débute au cinéma en 1976 dans Le Cercle infernal du kung-fu (en) avec le rôle de Charlie. Il joue Tolstoï l'année suivante dans Snuff Bottle Connection (en), puis le prêtre russe dans Le Chinois se déchaîne (1978) aux côtés de Jackie Chan et Hwang Jang-lee.
Dans les années 1980, Horan interprète le personnage de Lewis dans Le Jeu de la mort 2 (1981) aux côtés de Tong Lung et Hwang Jang-lee et réalise la même année le documentaire Art of High Impact Kicking. Il joue le consul américain dans No Retreat, No Surrender 2 (en) (1987) aux côtés de Hwang Jang-lee, Loren Avedon, Matthias Hues, Max Thayer et Cynthia Rothrock, film qu'il écrit et produit également.
En 1991, Horan se retire du cinéma à l'âge de 41 ans après son dernier film Shanghai 1920. Il devient professeur adjoint à l'université polytechnique de Hong Kong.
Il est également le fondateur et PDG d'Innovea Ltd., une entreprise qui forme/consulte la pensée de niveau supérieur, y compris des approches créatives et conscientes pour améliorer la performance et le bien-être. Il s'attaque également à l'apprentissage social et émotionnel pour l'apprentissage des enfants handicapés et forme d'autres personnes à développer un état d'esprit respectueux de l'environnement. Il formule le modèle océanique qui combine des études empiriques de la créativité et de l'intelligence avec des concepts philosophiques orientaux sur le même sujet, mène des études électrophysiologiques sur la relation neuropsychologique entre la créativité et la méditation et étudie le problème de l'évaluation de la créativité, pour lequel il a développé le « Creative Momentum Model », un outil d'évaluation de la réussite créative. Roy Horan a également conçu de nouveaux instruments psychométriques pour mesurer les compétences de base (profil psychologique intégral), le potentiel créatif (test de reconnaissance des limites de l'information; gratitude inhabituelle), le profil de stress et de résilience (StressQuest).
 (novembre 2021).

## Vie privée
Horan épouse Christina (Hui) Horan le 20 décembre 1981 et ils ont deux filles.
Sa fille Celina Jade fait ses débuts au cinéma en 2008 dans Legendary Assassin (en) aux côtés de Wu Jing.

## Filmographie

### Acteur
- Le Cercle infernal du kung-fu (en) (1977) - Charlie
- Snuff Bottle Connection (en) (1977) - Tolstoï
- Le Chinois se déchaîne (1978) - le prêtre russe
- Ring of Death (1980) - le Premier ministre russe
- Le Jeu de la mort 2 (1981) - Lewis
- Gun is Law (1983)
- No Retreat, No Surrender 2 (en) (1987) - le consul américain
- Shanghai 1920 (1991)

### Réalisateur
- Art of High Impact Kicking (1981)